# 데이브 바티스타
데이브 바티스타(Dave Batista, 본명: 데이브 마이클 바티스타 주니어, 본명 영어: David Michael Bautista Jr., 1969년 1월 18일 ~ )는 미국의 배우, 전직 프로레슬링선수, 이종격투기선수다. 1997년 프로레슬링에 입문했으며 OVW 링네임 시절에는 리바이어던(Leviathan)이라고 한다. 프로레슬링 시절 별명은 더 애니멀(The Animal)였다. 피니쉬는 바티스타 밤/데몬 밤(싯아웃 파워밤), 브레인버스터, 크로스 암바, 바티스타 바이트(더블 언더훅 크로스페이스), 점핑 시티드 센턴, 런닝 레그 드롭, 리프팅 싱글 레그 보스턴 크랩, 풀 넬슨 슬램, 멀티플 백 엘보우 스매쉬가 있다. 시그니처는 스파인버스터, 스피어, 딜레이 버티컬 수플렉스 파워슬램, 프론트 파워슬램, 다이빙 숄더 블록을 자주 사용을 한다. 런닝 크로스라인도 자주 사용을 할때가 있고 빅 붓도 사용을 한다. 게다가 점핑 니 리프트도 사용을 할때가 있다.

## 수상
- 퓨드 오브 더 이열 (2007) vs 언더테이커
- OVW 헤비웨이트 챔피언 (1회)
- 모스트 임푸르트 레슬러 오브 더 이열 (2005)
- 레슬러 오브 더 이열 (2005)
- 랭크드 넘버 1 오브 더 탑 500 싱글즈 레슬링 인 더 PWI 500 인 2005
- WWE 챔피언 (2회)
- WWE 월드 헤비웨이트 챔피언 (구 버전) (4회)
- WWE 월드 태그팀 챔피언 (구 버전) (3회) - 릭 플레어 (2회), 존 시나 (1회)
- WWE 태그팀 챔피언 (구 버전) (1회) - 레이 미스테리오
- WWE 로얄 럼블 (2005, 2014)
- 헬 오브 페임 (2013)
- 퓨드 오브 더 이열 (2005) vs 트리플 에이치
- 퓨드 오브 더 이열 (2007) vs 언더테이커
- 모스트 오버레이티드 (2006)
- WWE 명예의 전당 헌액자 (2020년)

## Professional wrestling highlights
- Finishing moves
  - Batista Bomb (WWE) / Demon Bomb (OVW) (Sitout powerbomb) - 2000-present
  - Batista Bite (Double underhook crossface) - 2010
  - Brainbuster - 2000-present
  - Cross armbar - 2000-2010
  - Full nelson slam - 1997-2000
  - Multiple back elbow smash - 1997-2000
  - Lifting single leg boston crab - 1997-2000
  - Jumping seated senton - 1997-2000
  - Running leg drop - 2000-present
- Signature moves
  - Big boot
  - Body slam
  - Diving shoulder block
  - Jumping knee lift
  - Multiple powerslam variations
    - Delayed vertical suplex
    - Front
    - Sitout powerslam
    - Spinning

  - Mutiple turnbuckle variations
    - Jumping
    - Mutiple
    - Running

  - Running clothesline
  - Spear
  - Spinebuster
  - Swinging side slam
- Manager
  - Reverend D-Von
  - Ric Flair
  - Synn
  - Triple H
- Nicknames
  - "The Animal"
  - "The Altered Beast"
  - "The Beast Unleashed"
- Entrance themes
  - "Voodoo" by Godsmack (2000 - 2002; as a member of Disciples of Synn)
  - "Eyes of Righteousness" by Jim Johnston (2002; paired with Reverend D-Von)
  - "Animal" by Jim Johnston (2002 - 2005)
  - "Line in the Sand" by Motörhead (2003 - 2005; 2014; as a member of Evolution)
  - "I Walk Alone" by Saliva (2005 - 2019)

## 출연 작품
- 가디언즈 오브 갤럭시
- 007 스펙터 - 미스터 힝스 역
- 버스 657 - 콕스 역
- L.A. 슬래셔 - 마약 판매상 역
- 킥복서 리턴즈 - 통 포 역
- 워리어스 게이트 - 아룬 역
- 신시내티 잡 - 스탁웰 역
- 가디언즈 오브 갤럭시 VOL. 2
- 블레이드 러너 2049
- 부시위크
- 어벤져스: 인피니티 워
- 호텔 아르테미스 - 에버레스트 역
- 이스케이프 플랜 2: 하데스
- 엽문 외전
- 파이널 스코어 - 마이클 역
- 어벤져스: 엔드게임 - 드랙스 역
- 마이 스파이 - JJ 역 (제작, 주연)
- 아미 오브 더 데드 - 스콧 워드 역
- 듄
- 토르: 러브 앤 썬더 - 드랙스 역
- 나이브스 아웃: 글래스 어니언 - 듀크 코딕 역
- 가디언즈 오브 갤럭시 홀리데이 스페셜 - 드랙스 역
- 똑똑똑 - 레너드 역
- 가디언즈 오브 갤럭시: Volume 3 - 드랙스 역
- 그대들은 어떻게 살 것인가 - 아오사기 역 (영어 목소리)
- 듄: 파트 2 - 라반 역
- 더 킬러스 게임 - 조 플러드 역
- 아앙: 라스트 에어벤더